# Сибирский шелкопряд
Сибирский шелкопряд (лат. Dendrolimus sibiricus) — вид чешуекрылых из семейства коконопрядов, гусеницы которой питаются хвоей почти всех хвойных пород, встречающихся в пределах её ареала. Предпочитается лиственница, часто повреждаются также пихта и ель. В меньшей степени повреждаются сосны  — сибирская и обыкновенная.

## Внешний вид

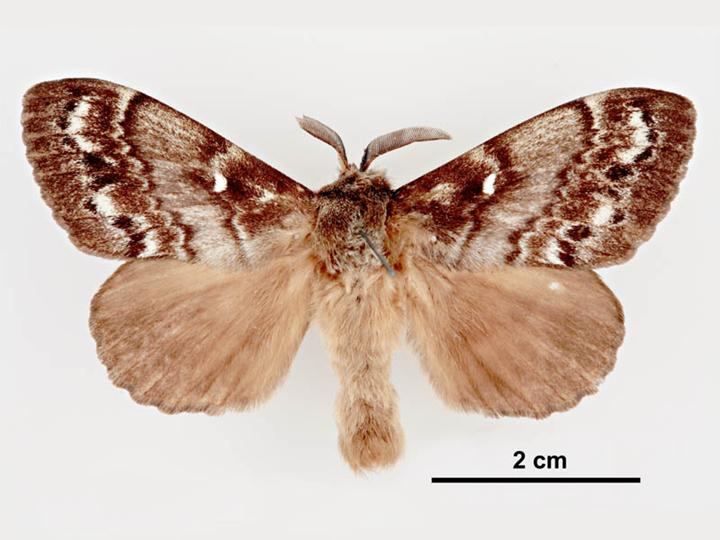
Сибирский шелкопряд, самец

Сибирский шелкопряд — крупная бабочка: размах крыльев самки 60—80 мм, самца — 40—60 мм. Самцы имеют перистые усики. 

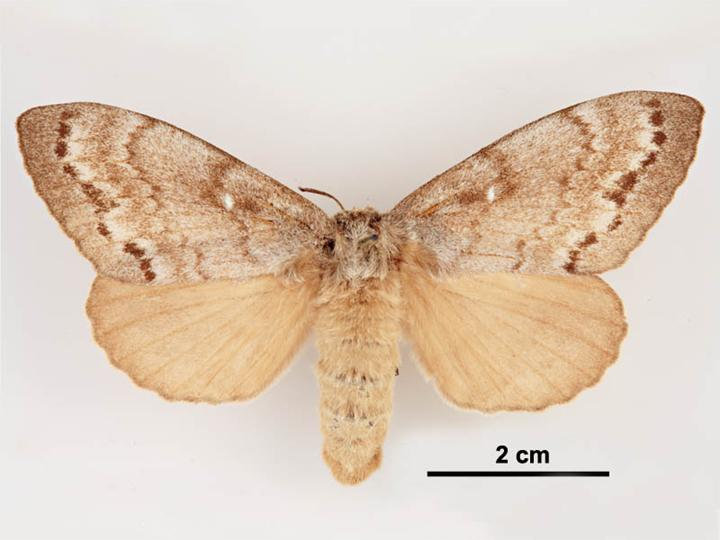
Сибирский шелкопряд, самка

Окраска крыльев варьирует от светлой желтовато-коричневой или светло-серой до почти черной. Передние крылья с тремя темными полосами. В середине каждого крыла имеется большое белое пятно, задние крылья одноцветные.
Яйца почти шаровидной формы, в диаметре до 2 мм. Их окраска сначала голубовато-зеленая с темно-коричневой точкой на одном конце, затем становится сероватой. В кладке обычно бывает несколько десятков яиц (до 200 шт.).
Гусеницы достигают длины 55—70 мм. Их окраска, как и окраска имаго, изменчива и варьирует от серо-бурой до темно-коричневой. На 2-м и 3-м сегментах тела гусеницы имеются черные с синеватым отливом поперечные полосы, а на 4-м—12-м сегментах — черные подковообразные пятна.
Куколки имеют длину 28—39 мм, их покровы вначале светлые, коричневато-красные, по мере развития становятся темно-коричневыми, почти черными.

## Распространение
На территории России вид распространен в пределах Уральского, Западно-Сибирского, Восточно-Сибирского и Дальневосточного регионов, имеет значение как лесной вредитель от Южного Урала до побережья Японского и Охотского морей. На севере ареал вида доходит до Якутии. За пределами России сибирский шелкопряд распространен в Монголии, Казахстане, Корее, на северо-востоке Китая. Южная граница ареала проходит по 40 °C. ш. Отмечается продвижение ареала сибирского шелкопряда на запад.

## Жизненный цикл
Лёт бабочек начинается во второй половине июля и длится около месяца. Имаго сибирского шелкопряда не питаются. Самка откладывает в среднем около 300 яиц. Яйца размещаются по одному или группами на хвоинках в верхней части крон. Развитие яиц продолжается от 13 до 22 суток. Во второй половине августа из яиц выходят гусеницы первого возраста, которые питаются зеленой хвоей. В конце сентября, достигнув второго или третьего возраста, гусеницы уходят на зимовку. Зимовка происходит в подстилке подо мхом и хвойным опадом. В мае, после схода снега, гусеницы поднимаются в кроны, где они питаются до следующей осени. Вторая зимовка гусениц происходит в пятом—шестом возрасте, после чего они весной возвращаются в кроны. После активного питания в июне гусеницы окукливаются в плотных серых коконах. Развитие куколки длится 3—4 недели.

## Борьба
Естественные враги сибирского шелкопряда — наездники (в том числе бракониды Rhogas dendrolimi и Cotesia ordinaria, ихневмониды Pimpla disparis и Amblyteles armatorius и др.) и мухи-тахины (Masicera sphingivora, Blepharipa schineri). Важнейшими регуляторами численности являются яйцееды Telenomus tetratomus, из других яйцеедов — энтомофагов сибирского шелкопряда указывались Telenomus dendrolimusi, Ooencyrtus pinicola, Pachyneuron nawai, Trichogramma dendrolimi, а также энтомопатогенные бактерии и вирусы. На основе различных штаммов бактерий группы Bacius thuringiensis разработаны бактериальные препараты дендробациллин, энтобактерин, битоксибациллин, инсектин и другие, которые используются в борьбе против сибирского шелкопряда и других насекомых фитофагов.